# チグエソ 地球の空の下で
「チグエソ 地球の空の下で」（チグエソ ちきゅうのそらのしたで）は、日本の歌。作詞：もりちよこ・作曲：ユ・ヘジュン、編曲：馬飼野康二、歌：ユ・ヘジュン。2006年4月から5月まで、NHKの音楽番組『みんなのうた』で放送された。

## 概要
原曲は、韓国のドラマ「冬のソナタ」のために作成された曲（「冬のソナタ」には使用されず）。
『みんなのうた』では、5分間1曲枠で放送された。
墨の手描きアニメーションは番組初参加の一色あづる、映像構成・演出は円人/enjin productionsの水上丈子、撮影はヒロアニメーションスタンドが手掛けた。
映像の中に使用されている写真は、日本を代表する土門拳の『昭和のこども』から、また、「路地裏の写真家」との異名をもつ韓国のキム・ギチャンの『路地裏の風景』、『駅前風景』から選出されたもの。
歌詞では、生命の儚さと大切さを歌っている。
チグエソは、ハングル表記。지구에서と書き、意味は、「地球で・地球にて」。
現在、ポニーキャニオンよりCD＆DVDが発売されている。
2006年10月に、「みんなのうたお楽しみ枠」で再放送。